# Воднобуєрачне
Воднобуєрачне (рос. Воднобуєрачне) — село у Камишинському районі Волгоградської області Російської Федерації.
Населення становить 1071 особу. Входить до складу муніципального утворення Воднобуєрачне сельское поселение.

## Історія
Село розташоване у межах українського історичного та культурного регіону Жовтий Клин.
Згідно із законом від 5 березня 2005 року № 1022-ОД органом місцевого самоврядування є Воднобуєрачне сельское поселение.

## Населення
| 2010 |
| ---- |
| 1071 |